# Shock and Awe (film)
Pour la doctrine américaine ayant donné son titre au film, voir Choc et effroi.
Pour plus de détails, voir Fiche technique et Distribution.
Shock and Awe est un film américain réalisé par Rob Reiner, sorti en 2017.

## Synopsis
Un groupe de journalistes de Knight Ridder enquête sur les soi-disant armes de destruction massive ayant été décrites par le gouvernement Bush pour déclencher la guerre d'Irak.

## Fiche technique
- Titre : Shock and Awe
- Réalisation : Rob Reiner
- Scénario : Joey Hartstone
- Musique : Jeff Beal
- Photographie : Barry Markowitz
- Montage : Bob Joyce
- Production : Elizabeth A. Bell, Matthew George, Rob Reiner et Michele Singer
- Société de production : Acacia Filmed Entertainment, Castle Rock Entertainment et Savvy Media Holdings
- Société de distribution : Vertical Entertainment (États-Unis)
- Pays de production :  États-Unis
- Genre : Drame, historique, biopic, thriller et guerre
- Durée : 90 minutes
- Dates de sortie : 
  - Suisse : 30 septembre 2017 (festival du film de Zurich)
  - États-Unis : 13 juillet 2018

## Distribution
- Woody Harrelson : Jonathan Landay
- James Marsden : Warren Strobel
- Rob Reiner : John Walcott
- Tommy Lee Jones : Joe Galloway
- Jessica Biel : Lisa Mayr
- Milla Jovovich : Vlatka Landay
- Richard Schiff : The Usual
- Luke Tennie : Adam Green
- Terence Rosemore : M. Green
- Margo Moorer : Mme. Green
- Michael Harding : Freud
- Kate Butler : Nancy Walcott
- Luke White : Adam Strobel
- Gabe White : Mitch Strobel
- Bowen Hoover : Noah Landay
- Caroline Fourmy : Beryl Adcock
- Teri Wyble : Pam
- Al Sapienza : Arthur
- Steve Coulter : Looney Tunes
- Gretchen Koerner : K-10
- Jack Topalian : Ahmed Chalabi
- Ned Yousef : Entifadh Qanbar

## Accueil
Le film a reçu un accueil mitigé de la critique. Il obtient un score moyen de 47 % sur Metacritic.

## Autour du film
- Jonathan Landay, Warren Strobel et John Walcott font des caméos dans le film[réf. souhaitée].